# Шоломов, Максим Владимирович
Максим Владимирович Шоломов (род. 11 января 1981, Чебаркуль, Челябинская область) — российский военнослужащий, подполковник, командир мотострелкового батальона. Герой Российской Федерации (2023).

## Биография
Родился 11 января 1981 года в городе Чебаркуль Челябинской области.
В 2003 году Шоломов закончил Челябинской военный автомобильный институт. Проходил службу на разных должностях. Участник Вторжения России на Украину с 24 февраля 2022 года.
Женат, есть двое детей.

## Звания и награды
- Герой Российской Федерации (Указом Президента Российской Федерации от 28 марта 2023 г. за проявленное личное мужество и героизм удостоен звания Героя Российской Федерации)[1].

## Признание заслуг
- В Челябинске открыта почётная доска Герою России Максиму Шоломову[4][5][6].